# محمد رسول آف
محمد رسول آف (بالفارسية: محمد رسول‌اف) (و.23 أكتوبر 1972 في شيراز-) مخرج إيراني مستقل، حاز فيلمه لا وجود للشيطان على جائزة الدب الذهبي في مهرجان برلين السينمائي الدولي في دورته السبعين، واستلمت الجائزة عنه ابنته باران رسول آف، بسبب قرار منعه من السفر في آذار/مارس 2020. كما شارك فيلمه "بذرة التين المقدس" في مهرجان كان السينمائي 2024 وحاز عليه على جائزة التحكيم الخاصة.

## الاعتقال والسجن
قضى محمد رسول آف فترة من الوقت في السجون الإيرانية، بعضها في الحبس الانفرادي، وحُكم عليه بتهمة التصوير دون تصريح في عام 2010، ومرة أخرى في عام 2020 بسبب فيلمه "رجل النزاهة"، الذي قالت السلطات الإيرانية إنه يرقى إلى مستوى "التجمع والتواطؤ ضد الأمن القومي والدعاية ضد النظام".
اعتقل محمد مرة اخرى في يوليو 2022 لتشجيعه على تظاهرات اندلعت بعد انهيار مبنى سكني في مايو من العام نفسه جنوب غرب إيران، وفي 8 مايو 2024 أعلن محاميه باباك باكنيا عبر منصة إكس أن موكله حكم عليه بالسجن خمس سنوات والغرامة ومصادرة الممتلكات بالإضافة إلى عقوبة الجلد، وقال محاميه إن السلطات اتهمت محمد بتصوير فيلم "بذرة التين المقدس" دون الحصول على ترخيص، إلى جانب اتهامات بأن الممثلات لم يلبسن الحجاب بشكل صحيح وتم تصويرهن بدون حجاب وبسبب زجاجات النبيذ التي اكتشفتها الشرطة أثناء مداهمة شقته.

## الهروب من إيران
هرب محمد رسول آف من بلاده سرا بعد أشهر من صدور حكم بالسجن لمدة 8 سنوات والجلد ضده بتهم تتعلق بالأمن القومي. وعلى الرغم من وجود فترة انتظار لمدة أربعة أشهر بين إعلان محكمة طهران لأول مرة حكمها بالسجن ضده في كانون الثاني/يناير 2024 وإرسال الحكم للتنفيذ خلال شهر أيار/مايو 2024، وبناء على نصيحة أحد الأصدقاء، قام محمد بقطع كافة الاتصالات عبر الهواتف المحمولة أو أجهزة الكمبيوتر وتوجه إلى الحدود مع تركيا وعبرها سيرا على الأقدام بمسيرة استغرقت عدة ساعات عبر الجبال، بصحبة مهرب. وبعدها اختبئ في منزل في تركيا، حيث تواصل مع السلطات الألمانية التي اعطته حق اللجوء ونقلته إلى برلين.

## روابط خارجية
- محمد رسول آف على موقع IMDb (الإنجليزية)
- محمد رسول آف على موقع مونزينجر (الألمانية)
- محمد رسول آف على موقع ألو سيني (الفرنسية)
- محمد رسول آف على موقع أول موفي (الإنجليزية)
- محمد رسول آف على موقع قاعدة بيانات الفيلم (الإنجليزية)
- محمد رسول آف على موقع كينوبويسك (الروسية)